# ۱۵۴ (عدد)
۱۵۴(صد و پنجاهو چهار) یک عدد طبیعی است که بعد از ۱۵۳ و قبل از ۱۵۵ قرار دارد.